# Marija Vera
Marija Vera, właściwie Frančiška Ksavera Marija von Osten-Sacken, z domu Eppich (ur. 22 listopada 1881 w Kamniku, zm. 12 stycznia 1954 w Lublanie) – słoweńska aktorka teatralna, reżyserka, pedagog.

## Biografia
Marija Vera urodziła się jako Frančiška Ksavera Marija Eppich, najmłodsza córka Jakoba i Marije Jožefe Kunigunde Eppichów. Jako małe dziecko straciła ojca a w wieku trzynastu lat zmarła matka. Zamieszkała ze swoim wujem, który był kapelanem w Lipicy. W latach 1897-1901 kształciła się w Cesarsko-kraljevo žensko učiteljišče w Gorycji. Po ukończeniu szkoły pracowała najpierw jako nauczycielka w Pliskovicach, a następnie w Štanjelu. W wieku 23 lat wyjechała do Wiednia, gdzie zatrudniła się jako nauczycielka, aby pokryć swoje wydatki, i zaczęła uczęszczać na wykłady w jednej z najlepszych szkół teatralnych w Europie. Jej pierwsze występy pokazały, że była utalentowaną aktorką, potrafiącą odgrywać złożone postacie. Po ukończeniu nauki otrzymała kontrakt w wiedeńskim Burgtheater, gdzie miała rozpocząć karierę jesienią 1908 r., po zdobyciu doświadczenia w mniejszym teatrze w Stadttheater w Zurychu. Zyskała tam sławę dzięki kreacjom klasycznych ról tragicznych. Kontrakt z wiedeńskim teatrem nie doszedł do skutku, ponieważ w Zurychu poznała barona Otto von Osten-Sackena, którego poślubiła i w styczniu 1909 r. urodziła córkę, Marię Luizę. Marija Vera pozostała w Zurychu do 1910 roku.

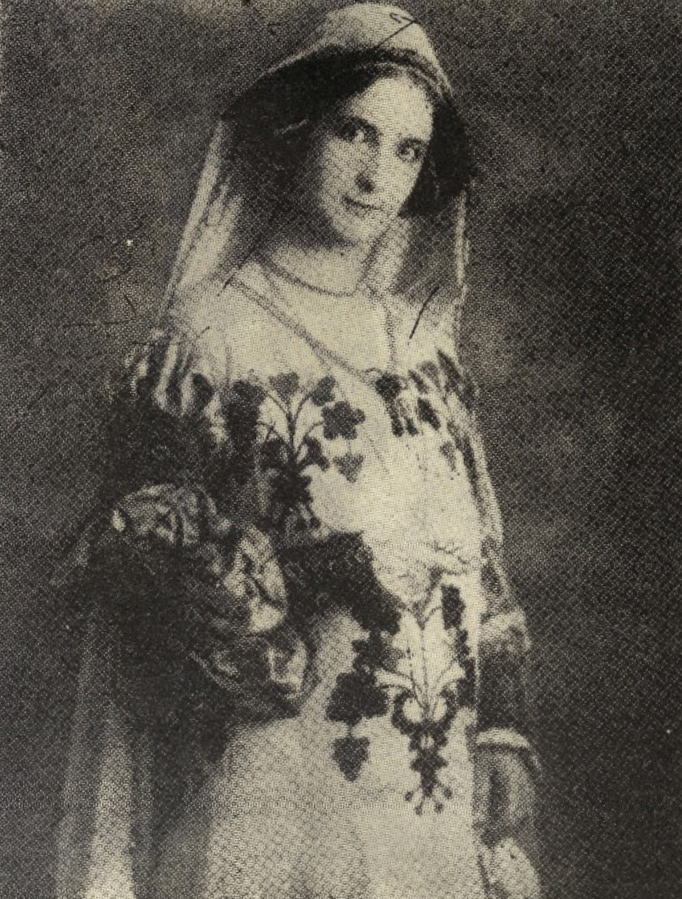
Marija Vera jako Porcja w Kupcu weneckim Szekspira, 1912

W sezonie 1910-1911 była zaangażowana w Mannheim. W 1911 roku została członkinią Deutsches Theater w Berlinie, którym kierował reżyser Max Reinhardt. Razem z trupą występowała w Budapeszcie, Rydze, Petersburgu, Dreźnie i Frankfurcie nad Menem. Największe sukcesy odnosiła m.in.: w sztukach Oresteja Ajschylosa, Hugo von Hofmannsthala, Romeo i Julia W. Szekspira, czy Błękitny ptak M. Maeterlincka. W 1913 r. zagrała w niemieckim filmie Bismarck w reż. Williama Wauera, Gustava Trautscholda i Richarda Schotta. Było to jedyny film w którym wystąpiła. Okres I wojny światowej, był dla aktorki trudnym doświadczeniem. Mąż wyjechał do Rosji i zabrał ze sobą ich córkę. W maju 1914 r. przerwała pracę w Berlinie. Po krótkich angażach w Grazu i Innsbrucku, w 1916 r. wznowiła pracę w niemieckim teatrze Niemieckim w Gdańsku.

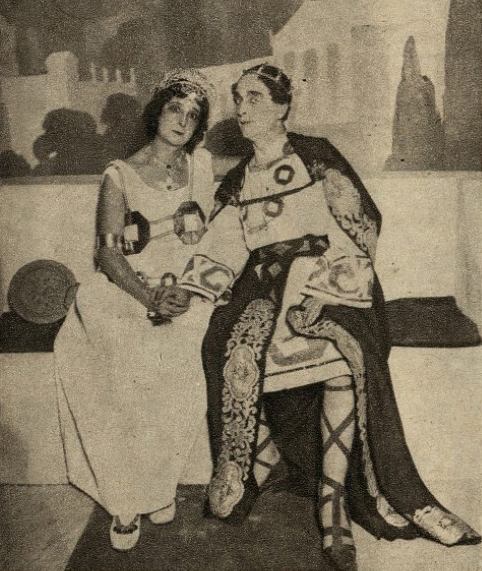
Marija Vera jako Hipolita i Ivan Levar jako Tezeusz w sztuce Sen nocy letniej Szekspira, 1950

Po wojnie, jesienią 1919 r., na zaproszenie nowo powstałego państwa jugosłowiańskiego, udała się do Sarajewa, następnie do Nowego Sadu i Belgradu, a w końcu w 1923 r. do Lublany. Musiała nauczyć się nowego języka, nowych ról i przystosować się do otoczenia, w którym nie było żadnego stałego teatru. Sukces odniosła m.in.: w sztukach Henryka Ibsena, Augusta Strindberga i Friedricha Hebbela. Rolą, którą najczęściej odgrywała i rozwijała była kreacja tytułowej bohaterki sztuki Ibsena Hedda Gabler. W Lublanie zagrała ponad sto ról i wyreżyserowała wiele sztuk Ibsena, Goethego i Shawa. W 1931 r. wystawiła sztukę Dom kobiet Zofii Nałkowskiej, w której zagrały tylko kobiety. Była jedną z niewielu aktorek, które w okresie międzywojennym pisały artykuły do magazynów teatralnych i czasopism. Przez ponad 20 lat była najstarszą członkinią zespołu dramatycznego w Lublanie.
Po założeniu Akademii Sztuk Dramatycznych w 1945 r. została profesorem dramatu i ekspresji artystycznej. Wraz z Ivanem Levarem, wychowała pierwsze pokolenie młodych słoweńskich aktorów, którzy zdobyli krajowe wykształcenie wyższe. Za swoją działalność otrzymała w 1949 r. nagrodę Ministerstwa Edukacji. Dwukrotnie otrzymała nagrodę Prešeren, w 1950 i 1951 r. Zmarła 12 stycznia 1954 r w Lublanie.

## Nagrody i wyróżnienia
- 1949: Nagroda Ministerstwa Edukacji[7]
- 1950: Nagroda Prešerena za rolę Kate w dramacie Wszyscy moi synowie Arthura Millera [6]
- 1951: Nagroda Prešerena za pracę dydaktyczną w Akademii Sztuk Dramatycznych i rolę Bernardy Alby w sztuce Dom Bernardy Alby Federico Garcii Lorcy[6]